# Dakoussa
Dakoussa est une localité et une commune rurale du Niger, département de Takeita, région de Zinder.

## Géographie
La localité de Dakoussa est située au nord-est du chef-lieu régional Zinder.
| Olléléwa              | Olléléwa | Wamé       |
| Tirmini               | Dakoussa | Wamé       |
| Zinder II, Zinder III | Gaffati  | Albarkaram |

## Histoire
La commune rurale de Dakoussa instaurée en 2002, est issue du canton de Dakoussa. Depuis 2011, le poste administratif de Takeita ainsi que la commune de Tirmini sont séparés du département de Mirriah et intégrés au département de Takeita.

## Population
Lors du recensement général de 2012, la population communale est relevée à 61 779 habitants, dont 639 habitants pour la localité principale.

## Localités
La commune s'étend sur 56 villages, 214 hameaux à l'est du département de Takéita.

## Services et infrastructures
- Centre de Santé Intégré (CSI) à Bilmari et Toumnia[5].
- Collège d'enseignement général (CEG) à Toumnia.
- Centre de formation des métiers (CFM) à Dakoussa.